# Ma che ne sai... (...se non hai fatto il piano-bar)
Ma che ne sai... (...se non hai fatto il piano-bar) è un album del Trio Melody, formato da Gigi Proietti, Peppino di Capri e Stefano Palatresi, pubblicato nel 1995.
Lo stesso anno i tre si erano esibiti al Festival di Sanremo con la canzone che dà il titolo all'album.
I tre cantano in trio il pezzo sanremese; Gigi Proietti canta i pezzi  La solita canzone, La ballata dei trent'anni e Per ammazzare il tempo; Stefano Palatresi interpreta Non è per abitudine, Innamorarsi e Foto degli anni 50; Peppino di Capri canta  Frenesia, Piano piano dolce dolce e È sera. Lo stesso anno, riprenderà da solo nell'album seguente il titolo principale, accorciandolo chiamandolo Ma che ne sai sul trentatreesimo album Di Capri...di più.

## Tracce
1. Ma che ne sai – 3:13
2. La solita canzone – 3:13
3. Non è per abitudine – 3:45
4. Frenesia – 3:45
5. La ballata dei trent'anni – 2:46
6. Innamorarsi – 3:57
7. Piano piano dolce dolce – 3:11
8. Per ammazzare il tempo – 3:26
9. Foto degli anni 50 – 4:10
10. È sera – 2:49

Durata totale: 34:15